# Olympische Sommerspiele 2000/Leichtathletik – 100 m (Männer)

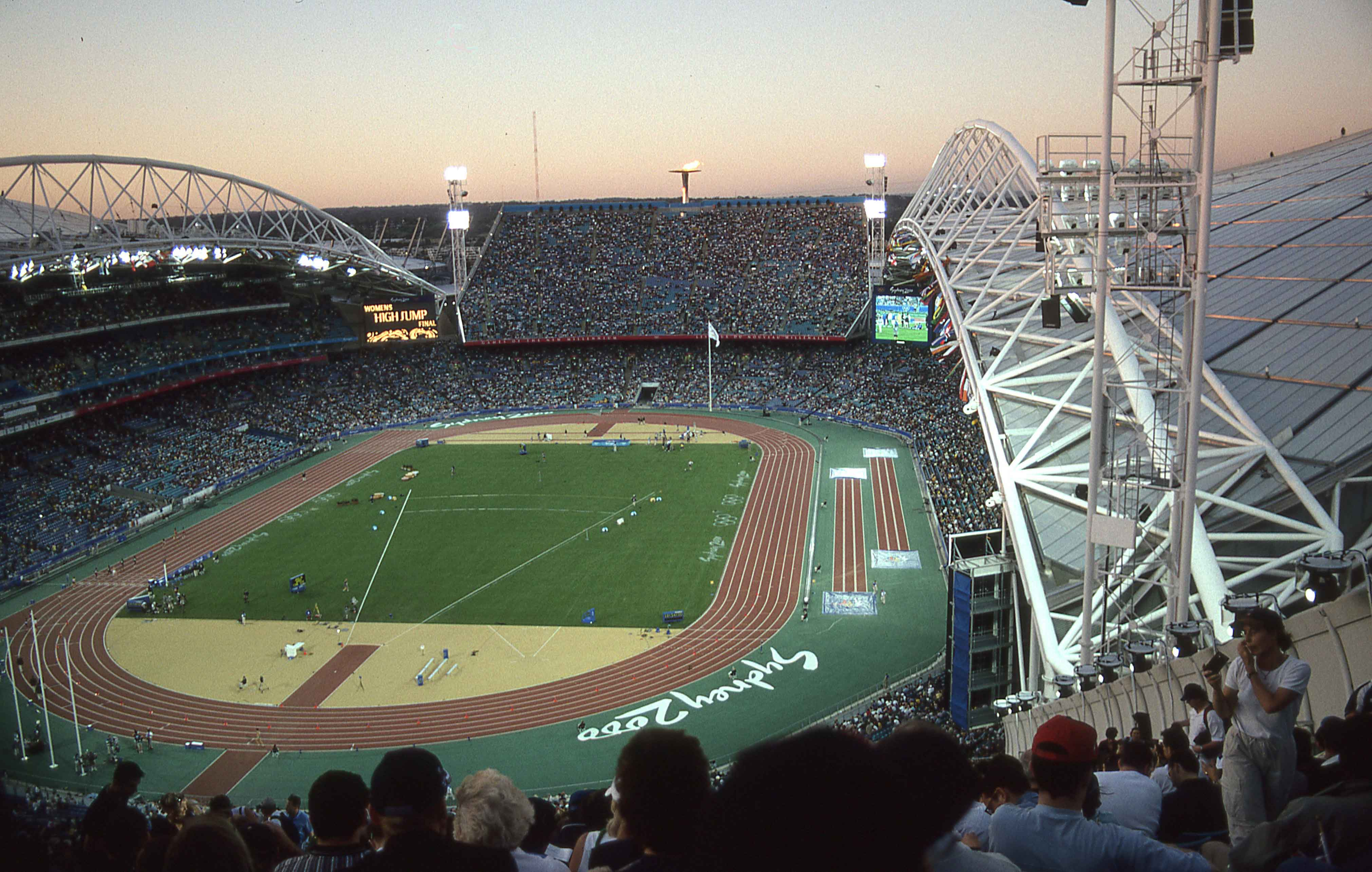
Das frühere ANZ Stadium von Sydney während der Olympischen Spiele 2000

Der 100-Meter-Lauf der Männer bei den Olympischen Spielen 2000 in Sydney wurde am 22. und 23. September 2000 im Stadium Australia ausgetragen. 97 Athleten nahmen teil.
Olympiasieger wurde der US-Amerikaner Maurice Greene. Er gewann vor Ato Boldon aus Trinidad und Tobago. Bronze ging an Obadele Thompson aus Barbados.
Der deutsche Sprinter Marc Blume schied in der Vorrunde aus.

Der Österreicher Martin Lachkovics scheiterte im Viertelfinale.

Athleten aus der Schweiz und Liechtenstein nahmen nicht teil.

## Aktuelle Titelträger
| Olympiasieger 1996                      | Donovan Bailey ( Kanada)          | 9,84 s  | Atlanta 1996    |
| Weltmeister 1999                        | Maurice Greene ( USA)             | 9,80 s  | Sevilla 1999    |
| Europameister 1999                      | Darren Campbell ( Großbritannien) | 10,04 s | Budapest 1998   |
| Panamerikanischer Meister 1999          | Bernard Williams ( USA)           | 10,08 s | Winnipeg 1999   |
| Zentralamerika und Karibik-Meister 1999 | Obadele Thompson ( Barbados)      | 10,23 s | Bridgetown 1999 |
| Südamerika-Meister 1999                 | André da Silva ( Brasilien)       | 10,06 s | Bogotá 1999     |
| Asienmeister 2000                       | Jamal al-Saffar ( Saudi-Arabien)  | 10,32 s | Jakarta 2000    |
| Afrikameister 2000                      | Aziz Zakari ( Ghana)              | 10,13 s | Algier 2000     |
| Ozeanienmeister 2000                    | Peter Pulu ( Papua-Neuguinea)     | 10,46 s | Adelaide 2000   |

## Rekorde

### Bestehende Rekorde
| Weltrekord         | 9,79 s | Maurice Greene ( USA)    | Athen, Griechenland    | 16. Juni 1999 |
| Olympischer Rekord | 9,84 s | Donovan Bailey ( Kanada) | Finale OS Atlanta, USA | 27. Juli 1996 |

Der bestehende olympische Rekord wurde bei diesen Spielen nicht erreicht. Die schnellste Zeit erzielte der US-amerikanische Olympiasieger Maurice Greene mit 9,87 s im Finale am 23. September bei einem Gegenwind von 0,3 m/s. Den olympischen Rekord verfehlte er dabei nur um drei Hundertstelsekunden. Zu seinem eigenen Weltrekord fehlten ihm acht Hundertstelsekunden.

### Rekordverbesserungen
Es wurden zwei Landesrekorde verbessert und einer egalisiert:
- 11,01 s (Verbesserung) – Christopher Adolf (Palau), vierter Vorlauf bei einem Gegenwind von 0,5 m/s
- 10,93 s (Verbesserung) – Kelsey Nakanelua (Amerikanisch-Samoa), siebter Vorlauf bei einem Rückenwind von 0,3 m/s
- 10,13 s (Egalisierung) – Antoine Boussombo (Gabun), achter Vorlauf bei einem Rückenwind von 1,9 m/s

## Vorrunde
Insgesamt wurden elf Vorläufe absolviert. Für das Viertelfinale qualifizierten sich pro Lauf die ersten drei Athleten. Darüber hinaus kamen die sieben Zeitschnellsten, die sogenannten Lucky Loser, weiter. Die direkt qualifizierten Läufer sind hellblau, die Lucky Loser hellgrün unterlegt.
Sowohl der Österreicher Martin Lachkovics in Lauf 1 als auch der Kanadier Bruny Surin in Lauf 3 liefen mit 10,41 s die siebtschnellste Zeit der Lucky Loser. Beide durften somit im Viertelfinale antreten.

### Vorlauf 1
22. September 2000, 11:35 Uhr
Wind: −0,6 m/s
Anmerkung:
Alle Zeiten sind in Ortszeit Sydney (UTC+10) angegeben.
| Platz | Name                 | Nation        | Zeit (s) |
| ----- | -------------------- | ------------- | -------- |
| 1     | Aziz Zakari          | Ghana         | 10,31    |
| 2     | Patrick Johnson      | Australien    | 10,31    |
| 3     | Venancio José        | Spanien       | 10,36    |
| 4     | Martin Lachkovics    | Österreich    | 10,41    |
| 5     | Nicolas Macrozonaris | Kanada        | 10,45    |
| 6     | Jamal al-Saffar      | Saudi-Arabien | 10,54    |
| 7     | Lương Tích Thiện     | Vietnam       | 10,85    |
| 8     | Pa Modou Gai         | Gambia        | 11,03    |
| 9     | Mario Bonello        | Malta         | 11,06    |

### Vorlauf 2
22. September 2000, 11:41 Uhr
Wind: −0,6 m/s
Haseri Asli war der erste Leichtathlet, der für Brunei bei Olympischen Spielen teilnahm.
| Platz | Name                  | Nation        | Zeit (s) |
| ----- | --------------------- | ------------- | -------- |
| 1     | Marcin Nowak          | Polen         | 10,2     |
| 2     | Sunday Emmanuel       | Nigeria       | 10,31    |
| 3     | Freddy Mayola         | Kuba          | 10,33    |
| 4     | Sayon Cooper          | Liberia       | 10,33    |
| 5     | David Patros          | Frankreich    | 10,38    |
| 6     | Hung Chiang-wei       | Hongkong      | 10,64    |
| 7     | Tejmur Gasimow        | Aserbaidschan | 10,97    |
| 8     | Haseri Asli           | Brunei        | 11,11    |
| 9     | Sisomphone Vongphakdy | Laos          | 11,47    |

### Vorlauf 3

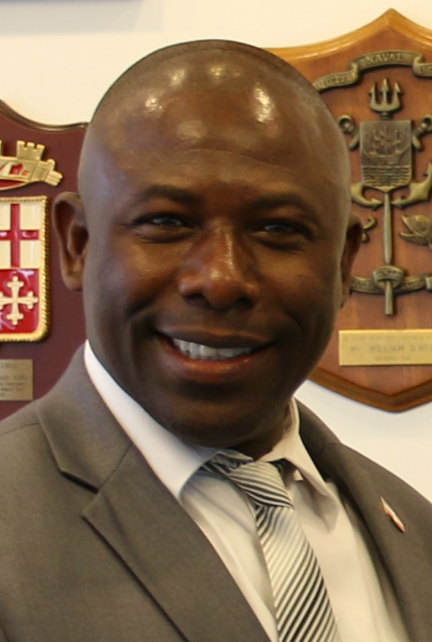
Renward Wells (Foto: 2019) – ausgeschieden als Vierter des dritten Vorlaufs

22. September 2000, 11:47 Uhr
Wind: +0,4 m/s
| Platz | Name                 | Nation        | Zeit (s) |
| ----- | -------------------- | ------------- | -------- |
| 1     | Curtis Johnson       | USA           | 10,30    |
| 2     | Vicente de Lima      | Brasilien     | 10,31    |
| 3     | Georgios Theodoridis | Griechenland  | 10,34    |
| 4     | Bruny Surin          | Kanada        | 10,41    |
| 5     | Renward Wells        | Bahamas       | 10,47    |
| 6     | Dejan Vojnović       | Kroatien      | 10,50    |
| 7     | Tommi Hartonen       | Finnland      | 10,53    |
| 8     | Seun Ogunkoya        | Nigeria       | 10,72    |
| DNF   | Fernando Arlete      | Guinea-Bissau |          |

### Vorlauf 4
22. September 2000, 11:53 Uhr
Wind: −0,5 m/s
Christopher Adolf war der erste Leichtathlet des Inselstaates Palau, der bei Olympischen Spielen teilnahm.
Der Italiener Stefano Tilli, der an diesem Tag 38 Jahre alt wurde, war der älteste Teilnehmer im 100-Meter-Lauf. Tilli startete zum vierten Mal bei Olympischen Spielen.
| Platz | Name                | Nation    | Zeit (s) | Anmerkung |
| ----- | ------------------- | --------- | -------- | --------- |
| 1     | Obadele Thompson    | Barbados  | 10,23    |           |
| 2     | Deji Aliu           | Nigeria   | 10,35    |           |
| 3     | Shingo Kawabata     | Japan     | 10,39    |           |
| 4     | Stefano Tilli       | Italien   | 10,40    |           |
| 5     | Raphael de Oliveira | Brasilien | 10,44    |           |
| 6     | Paul Brizzel        | Irland    | 10,62    |           |
| 7     | Petko Jankow        | Bulgarien | 10,63    |           |
| 8     | Christopher Adolf   | Palau     | 11,01    | NR        |
| 9     | Tolutaʻu Koula      | Tonga     | 11,01    |           |

### Vorlauf 5
22. September 2000, 11:59 Uhr
Wind: −0,5 m/s
| Platz | Name              | Nation         | Zeit (s) |
| ----- | ----------------- | -------------- | -------- |
| 1     | Darren Campbell   | Großbritannien | 10,28    |
| 2     | Serge Bengono     | Kamerun        | 10,35    |
| 3     | Piotr Balcerzak   | Polen          | 10,42    |
| 4     | Tommy Kafri       | Israel         | 10,43    |
| 5     | Christian Nsiah   | Ghana          | 10,44    |
| 6     | Francesco Scuderi | Italien        | 10,50    |
| 7     | Idrissa Sanou     | Burkina Faso   | 10,60    |
| 8     | Youssouf Simpara  | Mali           | 10,82    |
| DNF   | Ronald Promesse   | St. Lucia      |          |

### Vorlauf 6
22. September 2000, 12:05 Uhr
Wind: +0,2 m/s

| Platz | Name               | Nation              | Zeit (s) |
| ----- | ------------------ | ------------------- | -------- |
| 1     | Maurice Greene     | USA                 | 10,31    |
| 2     | Kim Collins        | St. Kitts und Nevis | 10,39    |
| 3     | Joseph Batangdon   | Kamerun             | 10,45    |
| 4     | Andrea Colombo     | Italien             | 10,52    |
| 5     | Watson Nyambek     | Malaysia            | 10,61    |
| 6     | John Herman Muray  | Indonesien          | 10,68    |
| 7     | Teina Teiti        | Cookinseln          | 11,22    |
| DNS   | Cherico Detenamo   | Nauru               |          |
| DNS   | Angelos Pavlakakis | Griechenland        |          |

### Vorlauf 7
22. September 2000, 12:11 Uhr
Wind: +0,3 m/s
| Platz | Name                  | Nation             | Zeit (s) | Anmerkung |
| ----- | --------------------- | ------------------ | -------- | --------- |
| 1     | Stéphan Buckland      | Mauritius          | 10,35    |           |
| 2     | Dwain Chambers        | Großbritannien     | 10,38    |           |
| 3     | Donovan Bailey        | Kanada             | 10,39    |           |
| 4     | Marc Blume            | Deutschland        | 10,42    |           |
| 5     | Paul Di Bella         | Australien         | 10,52    |           |
| 6     | Edgardo Serpas        | El Salvador        | 10,63    |           |
| 7     | Hadhari Jaffar        | Komoren            | 10,68    |           |
| 8     | Kelsey Nakanelua      | Amerikanisch-Samoa | 10,93    | NR        |
| 9     | Jean Randriamamitiana | Madagaskar         | 12,50    |           |

### Vorlauf 8
22. September 2000, 12:17 Uhr
Wind: +1,9 m/s
| Platz | Name                  | Nation              | Zeit (s) | Anmerkung |
| ----- | --------------------- | ------------------- | -------- | --------- |
| 1     | Ato Boldon            | Trinidad und Tobago | 10,04    |           |
| 2     | Antoine Boussombo     | Gabun               | 10,13    | NRe       |
| 3     | Leonard Myles-Mills   | Ghana               | 10,15    |           |
| 4     | Ibrahim Méité         | Elfenbeinküste      | 10,24    |           |
| 5     | Cláudio Roberto Souza | Brasilien           | 10,31    |           |
| 6     | Anninos Markoullidis  | Zypern              | 10,32    |           |
| 7     | Yanes Raubaba         | Indonesien          | 10,54    |           |
| 8     | Oltion Luli           | Albanien            | 11,08    |           |
| 9     | Mamane Sani Ali       | Niger               | 11,25    |           |

### Vorlauf 9

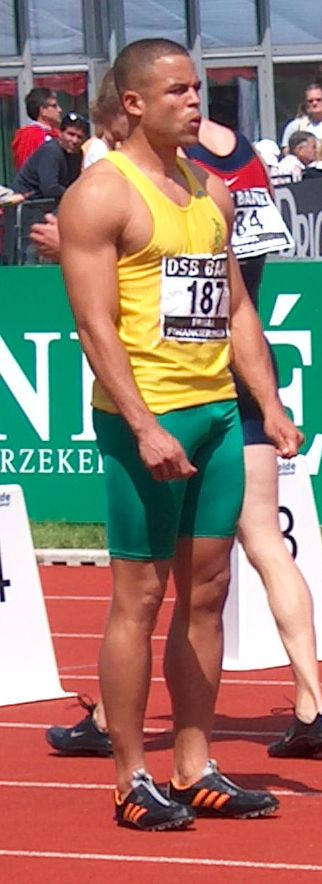
Caimin Douglas – ausgeschieden als Siebter des neunten Vorlaufs

22. September 2000, 12:23 Uhr
Wind: −1,0 m/s
| Platz | Name               | Nation                   | Zeit (s) |
| ----- | ------------------ | ------------------------ | -------- |
| 1     | Jon Drummond       | USA                      | 10,20    |
| 2     | Mathew Shirvington | Australien               | 10,35    |
| 3     | Patrick Jarrett    | Jamaika                  | 10,41    |
| 4     | Anatolij Dowhal    | Ukraine                  | 10,48    |
| 5     | Óscar Meneses      | Guatemala                | 10,54    |
| 6     | Shigeyuki Kojima   | Japan                    | 10,59    |
| 7     | Caimin Douglas     | Niederländische Antillen | 10,69    |
| 8     | Abraham Kepsin     | Vanuatu                  | 11,12    |
| 9     | Philam Garcia      | Guam                     | 11,21    |

### Vorlauf 10
22. September 2000, 12:29 Uhr
Wind: −0,7 m/s
| Platz | Name               | Nation              | Zeit (s) |
| ----- | ------------------ | ------------------- | -------- |
| 1     | Jason Gardener     | Großbritannien      | 10,38    |
| 2     | Lindel Frater      | Jamaika             | 10,45    |
| 3     | Kostjantyn Rurak   | Ukraine             | 10,48    |
| 4     | Sherwin Vries      | Namibia             | 10,53    |
| 5     | Niconnor Alexander | Trinidad und Tobago | 10,56    |
| 6     | Sergei Bitschkow   | Russland            | 10,68    |
| 7     | Ruslan Russidse    | Georgien            | 10,70    |
| 8     | Alpha Kamara       | Sierra Leone        | 10,74    |
| 9     | Witalij Medwedew   | Kasachstan          | 10,75    |

### Vorlauf 11

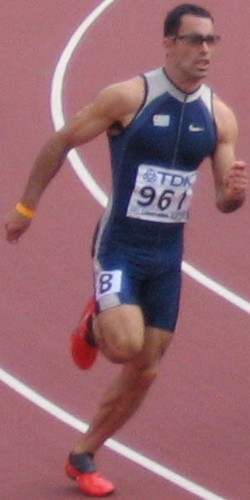
Heber Viera – ausgeschieden als Vierter des elften Vorlaufs

22. September 2000, 12:35 Uhr
Wind: −1,2 m/s
| Platz | Name                 | Nation      | Zeit (s) |
| ----- | -------------------- | ----------- | -------- |
| 1     | Christopher Williams | Jamaika     | 10,35    |
| 2     | Mathew Quinn         | Südafrika   | 10,44    |
| 3     | Kōji Itō             | Japan       | 10,45    |
| 4     | Heber Viera          | Uruguay     | 10,54    |
| 5     | Gabriel Simon        | Argentinien | 10,56    |
| 6     | Erwin Susanto        | Indonesien  | 10,87    |
| 7     | Moumi Sébergué       | Tschad      | 11,00    |
| 8     | Guillermo Dongo      | Suriname    | 11,10    |
| 9     | Nelson Lucas         | Seychellen  | 11,15    |

## Viertelfinale
In den fünf Viertelfinalläufe qualifizierten sich pro Lauf die ersten drei Athleten für das Halbfinale. Darüber hinaus kam der Zeitschnellste, der sogenannte Lucky Loser, weiter. Die direkt qualifizierten Sprinter sind hellblau, der Lucky Loser hellgrün unterlegt.

### Lauf 1
22. September 2000, 20:45 Uhr
Wind: −1,7 m/s
| Platz | Name                | Nation         | Zeit (s) |
| ----- | ------------------- | -------------- | -------- |
| 1     | Maurice Greene      | USA            | 10,10    |
| 2     | Leonard Myles-Mills | Ghana          | 10,23    |
| 3     | Sunday Emmanuel     | Nigeria        | 10,36    |
| 4     | Marcin Nowak        | Polen          | 10,37    |
| 5     | Sayon Cooper        | Liberia        | 10,37    |
| 6     | Ibrahim Méité       | Elfenbeinküste | 10,40    |
| 7     | Serge Bengono       | Kamerun        | 10,46    |
| 8     | Shingo Kawabata     | Japan          | 10,60    |

### Lauf 2

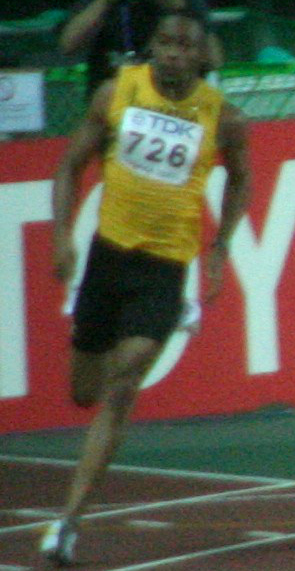
Christopher Williams – ausgeschieden als Fünfter des zweiten Viertelfinals

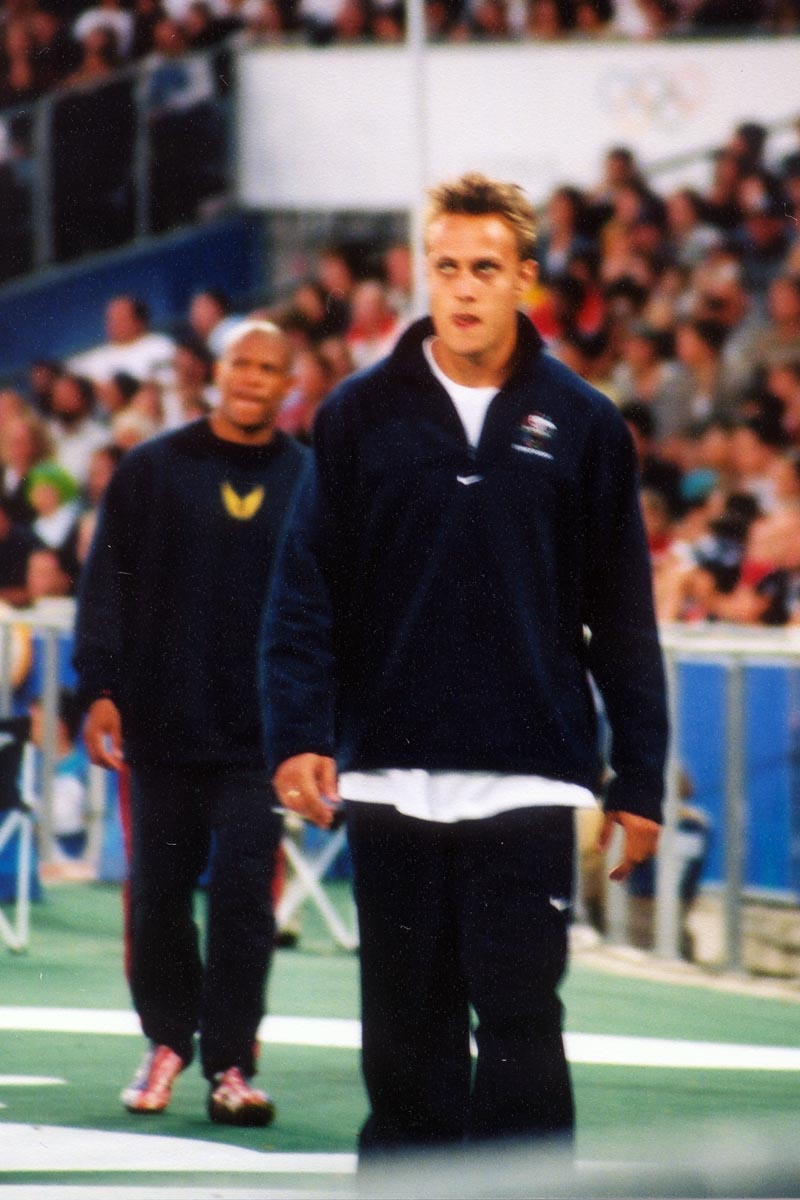
Matthew Shirvington – ausgeschieden als Fünfter des zweiten Halbfinals

22. September 2000, 20:51 Uhr
Wind: +0,3 m/s
| Platz | Name                 | Nation              | Zeit (s) |
| ----- | -------------------- | ------------------- | -------- |
| 1     | Ato Boldon           | Trinidad und Tobago | 10,11    |
| 2     | Kim Collins          | St. Kitts und Nevis | 10,19    |
| 3     | Bruny Surin          | Kanada              | 10,20    |
| 4     | Jason Gardener       | Großbritannien      | 10,27    |
| 5     | Christopher Williams | Jamaika             | 10,30    |
| 6     | Freddy Mayola        | Kuba                | 10,35    |
| 7     | Piotr Balcerzak      | Polen               | 10,38    |
| 8     | Martin Lachkovics    | Österreich          | 10,44    |
| 9     | Joseph Batangdon     | Kamerun             | 10,52    |

### Lauf 3

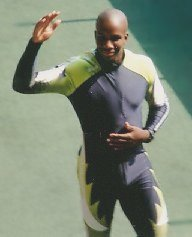
Der Olympiasieger von 1996 Donovan Bailey scheiterte als Achter seines Viertelfinals

22. September 2000, 20:57 Uhr
Wind: +0,8 m/s
| Platz | Name                | Nation     | Zeit (s) |
| ----- | ------------------- | ---------- | -------- |
| 1     | Obadele Thompson    | Barbados   | 10,04    |
| 2     | Matthew Shirvington | Australien | 10,13    |
| 3     | Aziz Zakari         | Ghana      | 10,22    |
| 4     | Lindel Frater       | Jamaika    | 10,23    |
| 5     | Vicente de Lima     | Brasilien  | 10,28    |
| 6     | David Patros        | Frankreich | 10,33    |
| 7     | Kostjantyn Rurak    | Ukraine    | 10,38    |
| 8     | Donovan Bailey      | Kanada     | 11,36    |

### Lauf 4

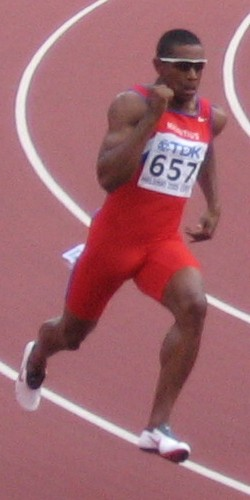
Stéphan Buckland – ausgeschieden als Vierter des viertenViertelfinals

22. September 2000, 21:03 Uhr
Wind: +0,8 m/s
| Platz | Name              | Nation         | Zeit (s) |
| ----- | ----------------- | -------------- | -------- |
| 1     | Dwain Chambers    | Großbritannien | 10,12    |
| 2     | Jon Drummond      | USA            | 10,15    |
| 3     | Kōji Itō          | Japan          | 10,25    |
| 4     | Stéphan Buckland  | Mauritius      | 10,26    |
| 5     | Antoine Boussombo | Gabun          | 10,27    |
| 6     | Stefano Tilli     | Italien        | 10,27    |
| 7     | Mathew Quinn      | Südafrika      | 10,27    |
| 8     | Patrick Jarrett   | Jamaika        | 16,40    |

### Lauf 5
22. September 2000, 21:09 Uhr
Wind: +0,2 m/s
| Platz | Name                  | Nation         | Zeit  |
| ----- | --------------------- | -------------- | ----- |
| 1     | Darren Campbell       | Großbritannien | 10,21 |
| 2     | Curtis Johnson        | USA            | 10,24 |
| 3     | Deji Aliu             | Nigeria        | 10,29 |
| 4     | Georgios Theodoridis  | Griechenland   | 10,29 |
| 5     | Patrick Johnson       | Australien     | 10,44 |
| 6     | Cláudio Roberto Souza | Brasilien      | 10,47 |
| 7     | Anninos Markoullidis  | Zypern         | 10,48 |
| 8     | Venancio José         | Spanien        | 10,53 |

## Halbfinale
Für das Finale qualifizierten sich in den beiden Läufen die jeweils ersten vier Athleten (hellblau unterlegt).

### Lauf 1
23. September 2000, 18:50 Uhr
Wind: +0,4 m/s
| Platz | Name                | Nation              | Zeit (s) |
| ----- | ------------------- | ------------------- | -------- |
| 1     | Dwain Chambers      | Großbritannien      | 10,14    |
| 2     | Obadele Thompson    | Barbados            | 10,15    |
| 3     | Darren Campbell     | Großbritannien      | 10,19    |
| 4     | Kim Collins         | St. Kitts und Nevis | 10,20    |
| 5     | Leonard Myles-Mills | Ghana               | 10,25    |
| 6     | Curtis Johnson      | USA                 | 10,27    |
| 7     | Kōji Itō            | Japan               | 10,39    |
| 8     | Lindel Frater       | Jamaika             | 10,46    |

### Lauf 2
23. September 2000, 18:57 Uhr
Wind: +0,2 m/s
| Platz | Name                | Nation              | Zeit (s) |
| ----- | ------------------- | ------------------- | -------- |
| 1     | Maurice Greene      | USA                 | 10,06    |
| 2     | Jon Drummond        | USA                 | 10,10    |
| 3     | Ato Boldon          | Trinidad und Tobago | 10,13    |
| 4     | Aziz Zakari         | Ghana               | 10,16    |
| 5     | Matthew Shirvington | Australien          | 10,26    |
| 6     | Deji Aliu           | Nigeria             | 10,32    |
| 7     | Sunday Emmanuel     | Nigeria             | 10,45    |
| DNF   | Bruny Surin         | Kanada              |          |

## Finale
23. September 2000, 20:20 Uhr
Wind: −0,3 m/s
| Platz | Name             | Nation              | Zeit (s) | Anmerkung  |
| ----- | ---------------- | ------------------- | -------- | ---------- |
| 1     | Maurice Greene   | USA                 | 09,87    |            |
| 2     | Ato Boldon       | Trinidad und Tobago | 09,99    |            |
| 3     | Obadele Thompson | Barbados            | 10,04    |            |
| 4     | Dwain Chambers   | Großbritannien      | 10,08    |            |
| 5     | Jon Drummond     | USA                 | 10,09    |            |
| 6     | Darren Campbell  | Großbritannien      | 10,13    |            |
| 7     | Kim Collins      | St. Kitts und Nevis | 10,17    |            |
| DNF   | Aziz Zakari      | Ghana               |          | Verletzung |

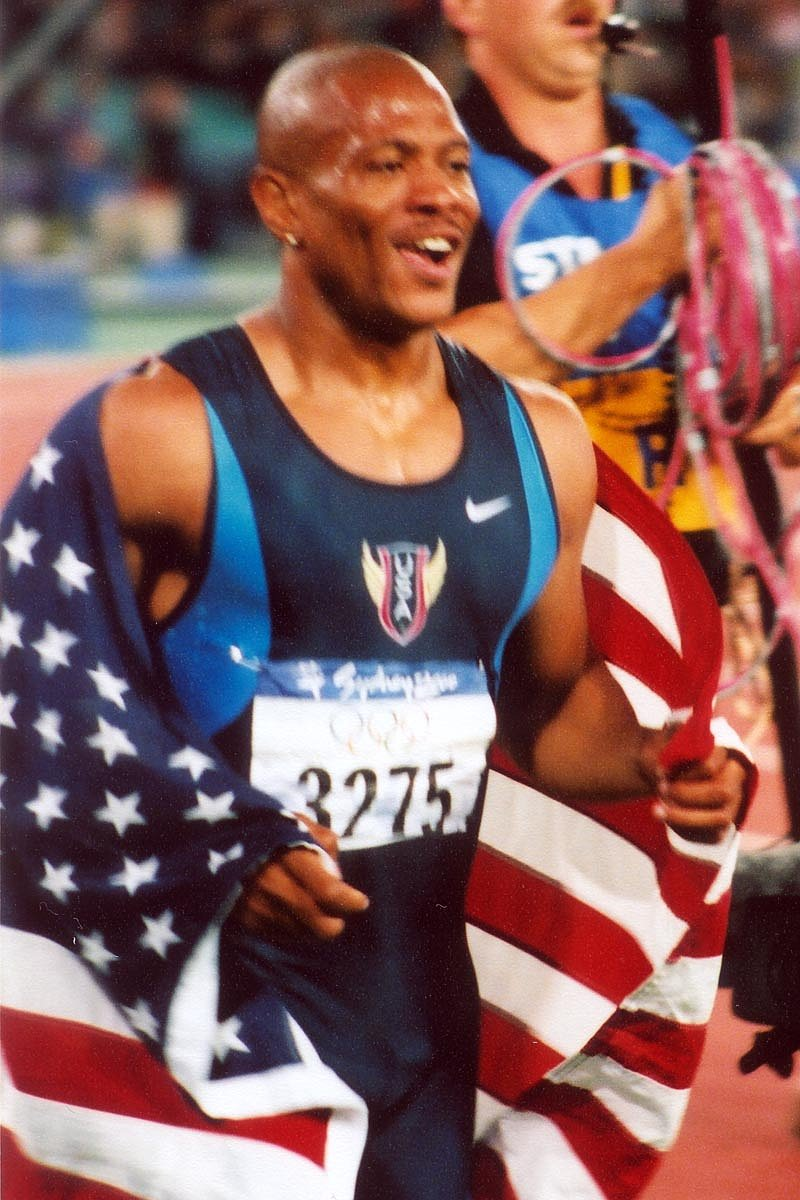
Olympiasieger Maurice Greene

Für das Finale hatten sich zwei US-Amerikaner und zwei Athleten aus Großbritannien qualifiziert. Komplettiert wurde das Feld durch je einen Starter aus Barbados, Ghana, St. Kitts und Nevis sowie Trinidad und Tobago.
Klarer Favorit war der US-amerikanische Weltmeister und Weltrekordler Maurice Greene. Der kanadische Olympiasieger von 1996 Donovan Bailey war wie sein Landsmann Vizeweltmeister Bruny Surin schon im Viertelfinale ausgeschieden. Die stärksten Konkurrenten für Greene waren vor allem der Bronzemedaillengewinner von 1996 Ato Boldon aus Trinidad und Tobago, der WM-Dritte Dwain Chambers aus Großbritannien, der WM-Vierte Obadele Thompson aus Barbados und vielleicht auch der britische Europameister Darren Campbell.
Nach einem Fehlstart durch Aziz Zakari aus Ghana gab es bis Streckenhälfte ein sehr knappes Rennen, bei dem fünf Läufer fast auf einer Linie vorne lagen. Dann löste sich Maurice Greene und gewann das Finale in 9,87 s, was angesichts des leichten Gegenwinds ausgezeichnet war. Den olympischen Rekord verfehlte er nur um drei Hundertstelsekunden. Ato Boldon errang mit zwölf Hundertstelsekunden Rückstand die Silbermedaille vor Obadele Thompson aus Barbados, der weitere vier Hundertstelsekunden zurücklag. Auch die Abstände dahinter waren äußerst gering. Kim Collins aus St. Kitts und Nevis belegte neun Hundertstelsekunden hinter Thompson den siebten Platz. Dazwischen lagen Dwain Chambers als Vierter, der US-Amerikaner Jon Drummond als Fünfter und Darren Campbell als Sechster. Aziz Zakari musste bei Streckenhälfte verletzungsbedingt aufgeben.
Im 24. olympischen Finale gewann Maurice Greene die fünfzehnte Goldmedaille für die USA in dieser Disziplin.
Obadele Thompson errang die erste olympische Medaille für Barbados.

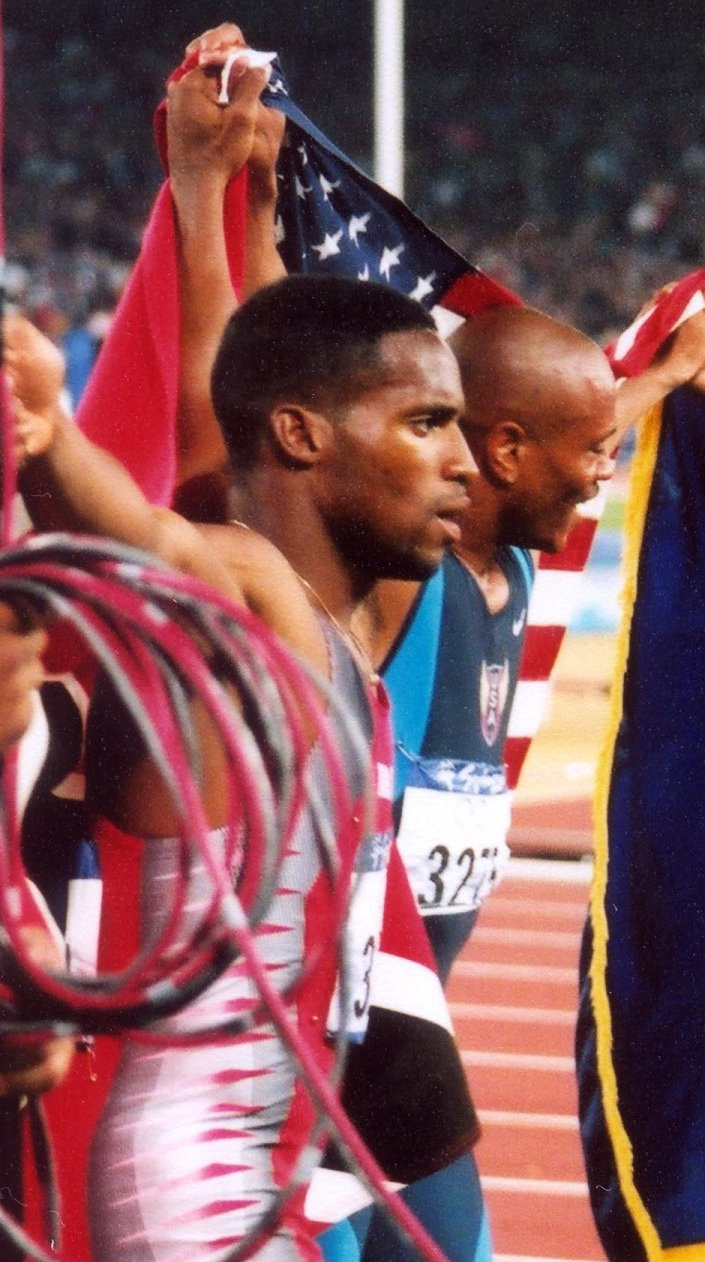
Silbermedaillengewinner Ato Boldon
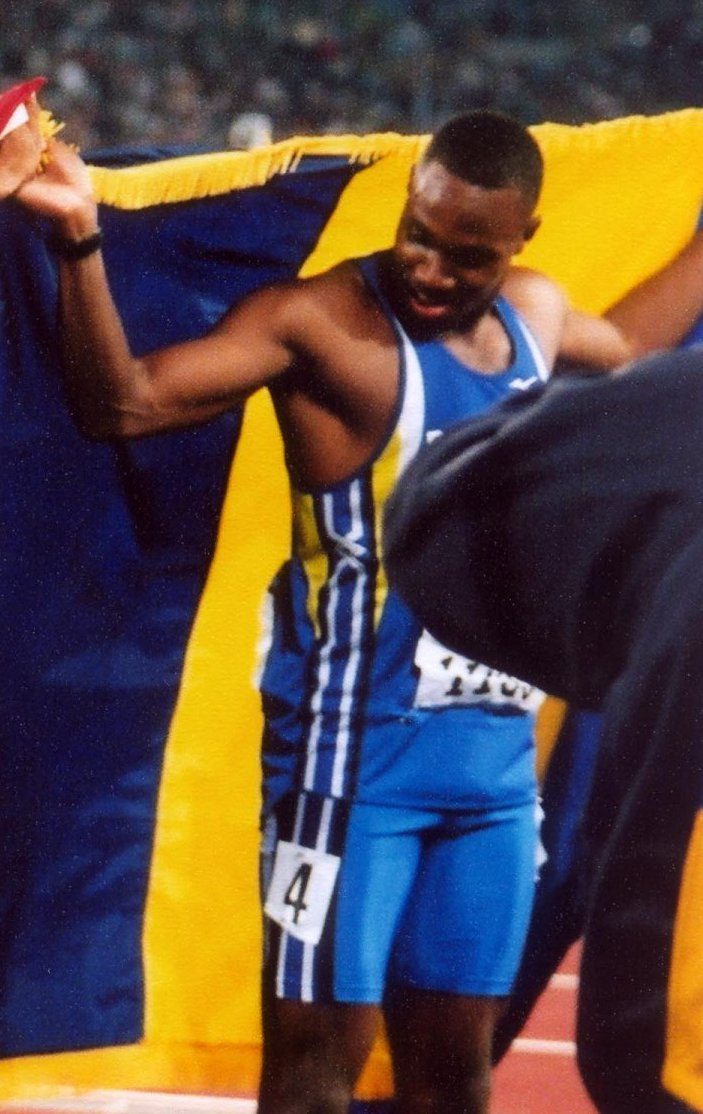
Bronzemedaillengewinner Obadele Thompson
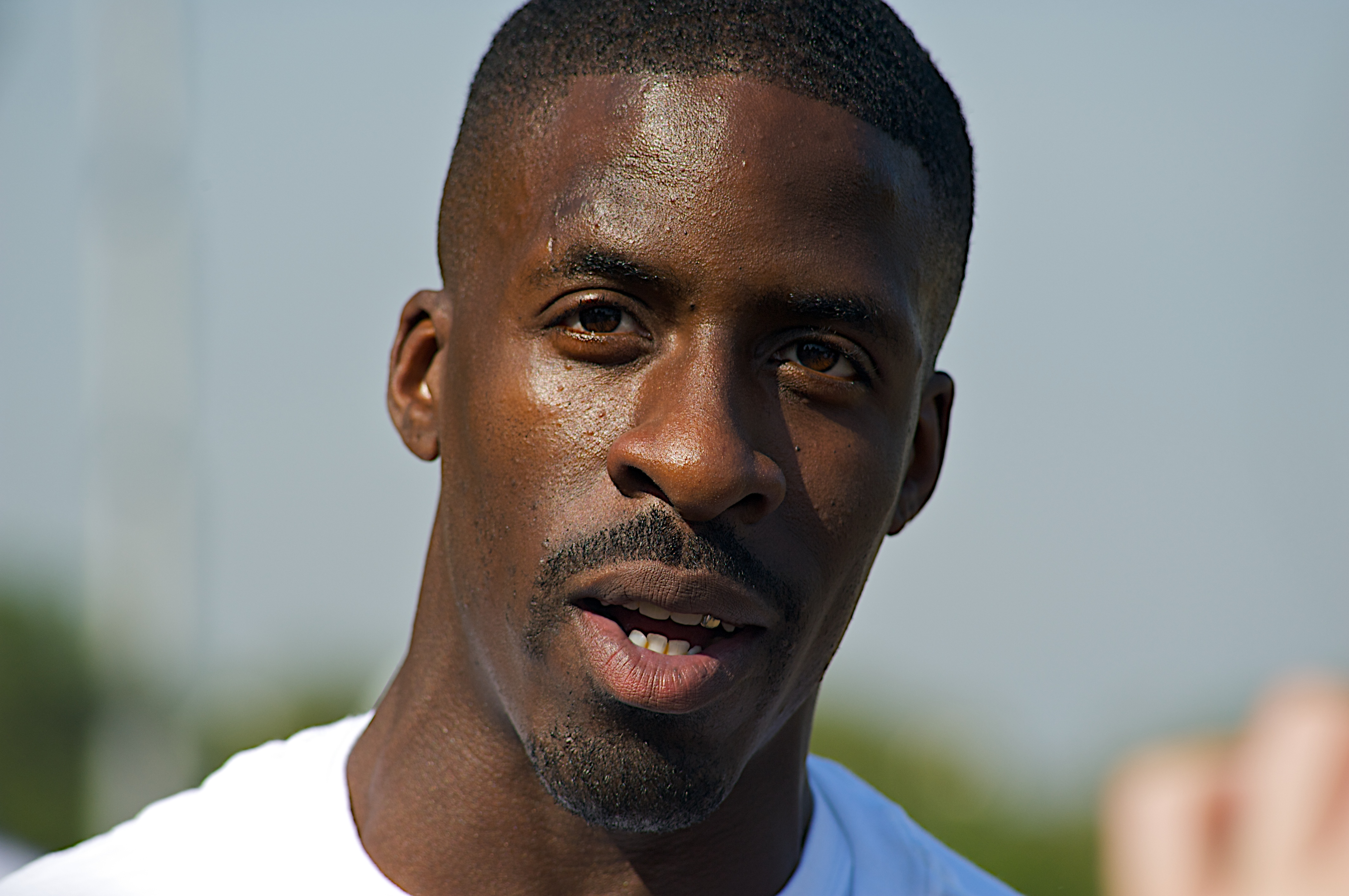
Der Olympiavierte Dwain Chambers
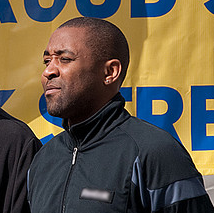
Darren Campbell belegte im Finale Rang sechs
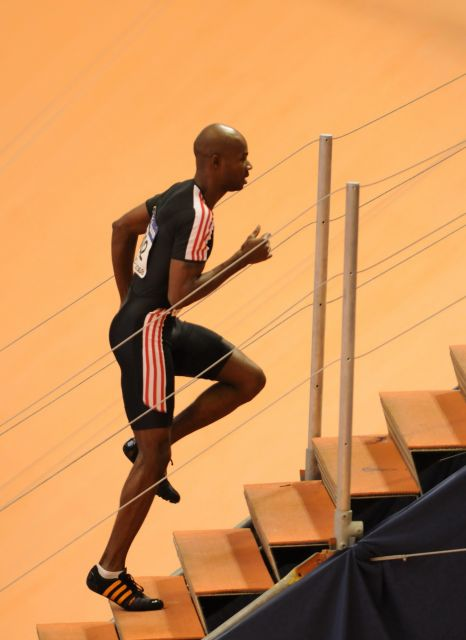
Kim Collins wurde Olympiasiebter

## Videolinks
- Olympics 100m men's final (2000), youtube.com, abgerufen am 20. Januar 2022
- Men's 100m Final Sydney 2000 Olympic Games, youtube.com, abgerufen am 20. Januar 2022
- 2000 Sydney Olympic 100m Final, youtube.com, abgerufen am 18. März 2018